# 新烏克蘭卡 (貝雷茲內胡瓦泰市鎮)
47°27′6″N 32°51′5″E / 47.45167°N 32.85139°E
新烏克蘭卡（烏克蘭語：Новоукраїнка），是烏克蘭南部尼古拉耶夫州巴什坦卡區贝雷兹内胡瓦泰市镇内的村落。始建於1926年，面積0.54平方公里，海拔高度84米，2001年人口965，人口密度每平方公里1,787人。